# КИЛ-158
КИЛ-158 — килекторное судно проекта 141 Черноморского флота ВМФ СССР и Черноморского флота ВМФ России. В составе 9-й бригады судов обеспечения ЧФ. Выполнял задачи обеспечения в Средиземном море в переменном составе 5-й Средиземноморской эскадры кораблей ВМФ.

## ТТХ
Судно-килектор предназначено для постановки и съема боно-сетевого заграждения и рейдового оборудования на глубинах до 300 метров. Судовые инженерные устройства позволяют ему устанавливать мертвые якоря весом до 100 тонн. Может быть использовано для установки и раскрепления плавучих причалов, раскладки «постели» для плавдоков и их раскрепления, обеспечения стрельб. Может нести глубоководный аппарат, предназначенный для спасения экипажей затонувших подводных лодок.
- Водоизмещение: 5250 т.
- Размеры: длина — 113 м, ширина — 18,22 м, осадка — 3,71 м.
- Скорость полного хода: 13,7 узлов.
- Силовая установка: 2 дизеля, 2 вала, 3000 л. с.
- Грузоподъемность: грузовая стрела на 100 тонн.
- Экипаж: 44 чел. + 10 пассажиров[1].

## Служба

### ВМФ СССР
Килекторное судно КИЛ-158 проекта 141 было построено в 1989 году на судоверфи «Нептун» в порту Росток, ГДР (заводской № 144/1470). Было спущено на воду 29.04.1988 года. 30.06.1989 года на судне был поднят Военно-морской флаг. 1.09.1989 года включено в состав ВМФ СССР.
Совершив поход вокруг Европы 8.11.1989 года судно прибыло в Севастополь и было включено в состав 9-й бригады судов обеспечения Черноморского флота. IMO 8922503..
С 1990 года КИЛ-158 перевозил разрядные грузы, продовольствие, боезапас с Кавказа, из Болгарии, из Крымской ВМБ, из Феодосии и систематически выполнял работы по постановке и съемке рейдового оборудования.

### ВМФ России

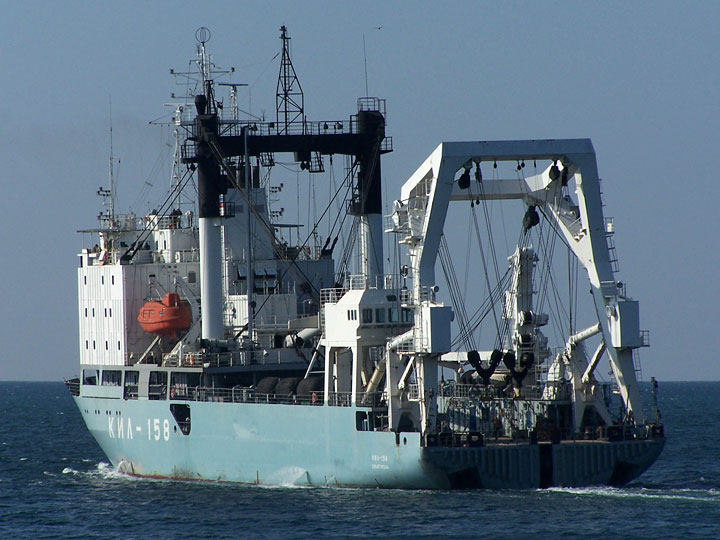
КИЛ-158, 8 октября 2007

С 7 сентября по 13 октября 1993 года доставил в порт Аннаба (Алжир) буровую технику, различное имущество и ЗИП.
С 31 марта по 3 апреля 1998 года судно выполнило работы по постановке и съему рейдового оборудования для обеспечения совместного российско-украинского учения «Си-Бриз-98».
В августе 1999 года судно участвовало в подъёме затонувшего у причала в порту Новороссийска аварийно-спасательного судна.
В 1998, 2001—2002, 2002—2003 годах судно находилось на боевых службах в порту Тартус (Сирия) в Пункте материально-технического обеспечения ВМФ России в Сирии.
В июле 2003 года экспедиция в составе спасательного судна «Эпрон» и «КИЛ-158» при визите кораблей Черноморского флота России в Болгарию, обследовала затонувший корпус советской подводной лодки Щ-211.
С октября 2007 по март 2008 года прошло плановый ремонт в Варне (Болгария).
Летом 2011 года судно в составе отряда вспомогательных и спасательных судов флота приняло участие в международном учении спасательных сил «Болд Монарх» у берегов Испании. Восьмые военно-морские учения «Болд Монарх — 2011» прошли у берегов Испании (порт Картахена) с 30 мая по 9 июня 2011 года. В них приняли участие корабли, авиация и подводные лодки ВМС 20-ти стран НАТО. ВМФ России был представлен дизельной подводной лодки Б-871 «Алроса» Черноморского флота, спасательным буксиром «Шахтёр», килекторным судном «КИЛ-158» и спасательным судном «Эпрон». На борту «КИЛ-158» находился аэромобильный поисково-спасательный комплекс «Пантера-плюс», состоящий на вооружении 328-го экспедиционного аварийно-спасательного отряда ВМФ России.
На обратном пути судно осуществило деловой заход в греческий порт Пирей для демонстрации  флага и пополнения запасов. Продолжительность похода составила более полутора месяцев, в ходе которых было пройдено более 4 000 миль.
После окончания блокирования украинских кораблей в Донузлаве в марте 2014 года «КИЛ-158» и «КИЛ-25» использовались для подъёма затопленных на судоходном фарватере Донузлава корпуса БПК «Очаков» и СБС «Шахтер».
В мае 2017 вместе со спасательным судном «Эпрон» КИЛ-158 выходил в районе гибели СРК «Лиман».
В настоящее время судно базируется на Южную бухту Севастополя, активно используется по прямому предназначению.

## Капитаны
- капитан Николай Перун;
- капитан Александр Головин[1].